# Prionostemma socialis
Prionostemma socialis is een hooiwagen uit de familie Sclerosomatidae.